# اچ‌ام‌اس لارگس
اچ‌ام‌اس لارگس (به انگلیسی: HMS Largs) یک کشتی است. این کشتی در سال ۱۹۳۸ ساخته شد.